# Língua tikopia
A língua Tikopia é uma língua outlier dentre as línguas polinésias, sendo falada na ilha de Tikopia nas Ilhas Salomão . Está intimamente relacionada com a língua anuta da ilha vizinha de Anuta. O tikopiano é também falado pela minoria polinésia em Vanikoro (nas Ilhas Santa Cruz), que há muito tempo migrou de Tikopia.

## História
Devido à sua localização remota e isolada,  os Tikopia tinham pouco contato com outros grupos de fora até as primeiras décadas do século XX. Alguns tikopias ocasionalmente visitaram outras ilhas, viagens que foram limitadas pelas grandes distâncias e perigos envolvidos em viagens de canoa no mar. Contatos com  ocidentais começaram esporadicamente no início do século XIX, mas em 1927, quando Firth fez seu primeiro trabalho de campo inicial em Tikopia, a cultura indígena foi permaneceu intacta. Os principais agentes de contato foram missionários e, mais tarde, recrutadores de trabalho . Na década de 1950 , todos os Tikopias tinham se cristianizado e a maioria das práticas rituais nativas tinham cessado. Grande parte do estilo de vida Tikopiano se  manteve intacto , mas as forças da ocidentalização vieram fazendo incursões ao longo do século XX ( Lagace , 1974).

## Falantes
Tikopia é uma pequena ilha vulcânica remoto com população de 1.200 pessoas, que fica a sudoeste das Ilhas Salomão. Havia cerca de setenta e cinco diferentes línguas que eram faladas nesse país. Quatro estão hoje extintas. Cinco são institucionais, vinte e quatro estão em desenvolvimento , vinte e seis são vigorosas , dezesseis estão no caminho da extinção. Lingüistas se refrem ao Tikopia como língua Samoica ou uma Polinésia Outlier, Essas polinésias outlier são faladas por  sociedades polinésias que se encontram fora da principal região do Triângulo Polinésio. Alguns linguistas acreditam também que Tikopia e Anuta são ambos dialetos da mesma língua . Há aproximadamente 3320 falantes da língua Tikopian. A língua Tikopia e a Tikopia-Anuta fazem  parte da família das línguas austronésias  ( Firth , 1985).